# サヴォーニャ・ディゾンツォ
サヴォーニャ・ディゾンツォ（伊: Savogna d'Isonzo ; スロベニア語: Sovodnje ob Soči）は、イタリア共和国フリウリ＝ヴェネツィア・ジュリア州ゴリツィア県にある、人口約1,700人の基礎自治体（コムーネ）。

## 地理

### 位置・広がり
ゴリツィア県北東部のコムーネで、県都ゴリツィアからは西南へ6km、州都トリエステからは北北西へ32kmの距離にある。イゾンツォ川左岸に位置してゴリツィア市と隣接しており、コムーネの東にはスロベニアとの国境が走っている。

#### 隣接コムーネ
隣接するコムーネは以下の通り。括弧内のSLOはスロベニア領を示す。
- ゴリツィア - 北
- ノヴァ・ゴリツァ (SLO) - 北東
- ミレン＝コスタニェヴィツァ (Merna-Castagnevizza) (SLO) - 南東
- ドベルド・デル・ラーゴ - 南
- サグラード - 南西
- ファッラ・ディゾンツォ - 西

### 地勢・地形
コムーネ北部はヴィパーヴァ谷 (Vipava Valley) と総称されるイゾンツォ川流域の平地がひろがっており、コムーネ南部はカルソ台地（カルスト台地）の台地上である。
コムーネの西北にはイゾンツォ川が流れる。コムーネの中央部、カルソ台地の裾には、スロベニアに源を発するヴィパッツォ川 (Vipava (river)) が蛇行しながら西から東へと横断しており、イゾンツォ川に合流している。
コムーネ南西部、サグラードとの境界付近にはサン・ミケーレ山（Monte San Michele、275m）がある。この一帯は、第一次世界大戦時の激戦地として知られる。

### 気候分類・地震分類
サヴォーニャ・ディゾンツォにおけるイタリアの気候分類 (it) および度日は、zona E, 2275 GGである。
また、イタリアの地震リスク階級 (it) では、zona 2 (sismicità media) に分類される。

### 主要な集落
中心集落サヴォーニャ・ディゾンツォ（Savogna d'Isonzo）は、コムーネの北部に位置し、ゴリツィアから市街地が続いている。サヴォーニャの地名はスロベニア語で「合流」を意味する sovodnje に由来しており、ヴィパーヴァ川はサヴォーニャ集落の西南方でイゾンツォ川に合流している。
コムーネ中部、平野部と台地の境界に位置するヴィパッツォ川沿いには、東からルパ（Rupa）、ペチ（Peci）、ガブリア（Gabria）、カステル・ルッビア（Castel Rubbia）、などの集落がある。ヴィパッツォ川南岸のガブリアは、ヴィパッツォ谷とトリエステ方面とを結ぶドル谷の北の出口にあたる。コムーネ南部の台地上にはサン・ミケーレ・デル・カルソ（San Michele del Carso）がある。

## 社会
住民の多くはスロベニア人のエスニシティを持つ。

### 人口

#### 居住地区別人口
国立統計研究所（ISTAT）は居住地区（Località abitata）別の人口として以下を掲げている。統計は2001年時点。
| 地区名                | 標高   | 人口  | 備考                               |
| --------------------- | ------ | ----- | ---------------------------------- |
| SAVOGNA D'ISONZO      | 37/275 | 1,722 |                                    |
| GABRIA SUPERIORE      | 54     | 106   |                                    |
| PECI                  | 47     | 190   |                                    |
| RUPA                  | 70     | 166   |                                    |
| SAN MICHELE DEL CARSO | 236    | 232   |                                    |
| SAVOGNA D'ISONZO *    | 49     | 788   | 一部はゴリツィアとの境界未画定地区 |
| Castel Rubbia         | 42     | 12    |                                    |
| Gabria                | 37     | 21    |                                    |
| Case Sparse           | -      | 182   |                                    |
| Zona Contestata       | 54/55  | 25    | ゴリツィアとの境界未画定地域       |
| SAVOGNA D'ISONZO      | 49     | 25    | ゴリツィアとの境界未画定地区       |

ISTATは人口統計上、家屋密度の高い centro abitato （居住の中心地区）、密度の低い nucleo abitato （居住の核となる地区）、まとまった居住地区を形成していない case sparse （散在家屋）の区分を用いている。上の表で地名がすべて大文字で示されているものが centro abitato である。「*」印が付されているのは、コムーネの役場・役所 la casa comunale の置かれている地区である。

## 文化・観光
- サン・マルティノ教会（Chiesa di San Martino） a Savogna
- ルッビア城（Castello di Rubbia）
- サン・ニコロ教会（Chiesa di San Nicolò） a Gabria
- Piazzetta di Gabria

## 姉妹都市
- シュコーフィア・ロカ（スロベニア）

## 交通

### 鉄道
- ウーディネ＝トリエステ線

### 道路
高速道路
- RA17  (it:Raccordo autostradale RA17)

国道
- SS55   (it:Strada statale 55 dell'Isonzo)